# Протести в Росії (2021)
Протести в Росії 2021 року ― масові протестні акції, що відбулися після анонсу Фондом боротьби з корупцією у документальному фільмі-розслідуванні Палац для Путіна. Історія найбільшого хабаря. Причиною протестів є арешт російського політика Олексія Навального і його заяви про корупцію на адресу чинного президента Росії Володимира Путіна.

## Передісторія
20 серпня 2020 року Навальний був госпіталізований у важкому стані після ураження нервово-паралітичним агентом під час польоту з Томська до Москви. Він був медично евакуйований до Берліна і виписаний 22 вересня. Застосування проти нього нервово-паралітичного агента «Новічок» було підтверджено кількома незалежними лабораторіями та Організацією із заборони хімічної зброї (ОЗХЗ). Хоча Кремль заперечував свою причетність до його отруєння, ЄС та Британія відповіли на це санкціями проти шести вищих російських чиновників та російського державного хімічного центру. Навальний звинуватив у своєму отруєнні президента Путіна. Згідно з результатами спільного розслідування «The Insider», «Bellingcat» і «CNN», в отруєнні Навального брала участь група з восьми агентів Федеральної служби безпеки Росії (ФСБ) та Інституту криміналістики ФСБ.
14 січня 2021 Пенітенціарна служба Росії заявила, що затримає Навального коли той прибуде в Росію, бо вона замінює попередній отриманий ним умовний вирок реальним ув'язненням, і оголосила його у розшук. У 2014 Навальний отримав умовний вирок у справі «Ів Роше», який він назвав політично вмотивованим. В 2017 Європейський суд з прав людини відмовився визнати справу політичною, але постановив, що він був несправедливо засуджений. Слідчий комітет Росії заявив, що розслідує справу Навального за фактом шахрайства.
17 січня 2021 Навальний повернувся до Росії, де його негайно затримали за звинуваченням у порушенні правил умовного засудження у справі «Ів Роше». 18 січня відбулося виїзне засідання суду у відділку поліції в місті Хімки, за результатом якого Навальний був заарештований на 30 днів за «систематичне і неодноразове порушення умов випробувального терміну, призначеного йому у справі „Ів Роше“». Ще одне слухання повинно відбутися 29 січня, щоб визначити, чи слід замінити умовне покарання тюремним ув'язненням. Навальний назвав цю процедуру «крайнім беззаконням», і випустив відеозвернення, у якому закликав росіян виходити на вуличні протести 23 січня. Голова регіональної мережі Навального Леонід Волков повідомив про підготовку протестів, які пройдуть по всій країні 23 січня.
Наступного дня, 19 січня 2021, коли він перебував у в'язниці, було опубліковано фільм-розслідування «Палац для Путіна. Історія найбільшого хабаря», проведене Навальним і його Фондом боротьби з корупцією (що створений Навальним у 2011 і випускає його антикорупційні розслідування), що розповідає про резиденцію на мисі Ідокопас, яку називають як «Палац Путіна», і звинувачує Путіна в корупції. За словами авторів розслідування, резиденцію побудували за рахунок складної корупційної системи, яка належить Путіну через довірених осіб. Відео також закликає людей вийти на вулиці з вимогами про звільнення Навального. До початку протестів це відео набрало більше 60 мільйонів переглядів в YouTube.
20 січня Роскомнадзор (російський державний орган цензури ЗМІ та інтернету) завимагав від соціальних мереж та вебсайтів припинити поширення закликів до протестів. Російська соцмережа ВКонтакті заблокувала сторінки зустрічей, які стосуються протестів. Згідно з повідомленням Роскомнадзора, на підставі вимоги Генеральної прокуратура Росії, було видалено і обмежено в доступі на території Російської Федерації від 17 % до 50 % «інформації, що залучає неповнолітніх в небезпечні для їх життя і здоров'я протиправні дії», в TikTok, ВКонтакте, YouTube і Instagram. Роскомнадзор заявив, що за залучення неповнолітніх на мітинги можуть бути накладені штрафи на соціальні мережі.

## Перед протестами
21 січня 2021 року кілька співробітників Фонду боротьби з корупцією були затримані представниками російської влади, а до інших додому приходили поліцейські.
Генеральна прокуратура Росії завимагала Роскомнадзор заблокувати вебсайти з закликами до участі у мітингах 23 січня 2021. Роскомнадзор заявив, що за залучення неповнолітніх на мітинги можуть бути накладені штрафи на соціальні мережі.
Керівництво кількох російських вишів заявило, що за участь в несанкціонованих протестах студенти можуть бути відраховані або внесені в «чорний список держустанов».
22 січня були заарештовані прессекретар Навального Кіра Ярмиш, співробітник відділу розслідувань ФБК Георгій Албуров, юрист ФБК Владлен Лось. Лось, який є громадянином Білорусі повідомив, що йому наказали покинути Росію до 25 січня. Любов Соболь була оштрафована на 250 тисяч рублів. Кілька десятків людей було затримано і частина з них заарештовані по всій Росії.
Російська соціальна мережа ВКонтакті заблокувала сторінки зустрічей, які стосуються протестів. Згідно з повідомленням Роскомнадзора, в доступі на території Росії було обмежено від 17 % до 50 % «інформації, що залучає неповнолітніх в небезпечні для їх життя і здоров'я протиправні дії» в TikTok, ВКонтакте, YouTube і Instagram.
Слідчий комітет Росії порушив кримінальну справу про притягнення неповнолітніх до участі в «неузгоджених акціях», пояснюючи це небезпекою для їхнього життя в разі відвідування цих акцій і коронавірусом. Міністерство освіти Росії закликало батьків захистити дітей від участі в акціях 23 січня. Масові розсилки про наслідки мітингів отримали в ряді міст студенти, батьки школярів і дошкільнят.
Прессекретар Путіна Дмитро Пєсков заявив, що Кремль вважає неприпустимою організацію таких заходів і «провокування участі в цих акціях молодих людей». Мер Москви Сергій Собянін закликав москвичів не виходити на акцію 23 січня через поширення коронавірусу.

## Хід протестів
Перші акції протесту стартували в Хабаровську 23 січня близько 13:00 за місцевим часом (о 5 ранку за Києвом), де на акцію вийшло близько 700 людей. Незабаром почалися поодинокі затримання учасників протесту. Співробітники російського спеціального підрозділу поліції (ОМОН) спочатку намагалися відтіснити присутніх з площі, далі вже застосовували кийки при затриманні. Поліція стверджує, що акція не узгоджена з владою, тому вимагає від її учасників розійтися.

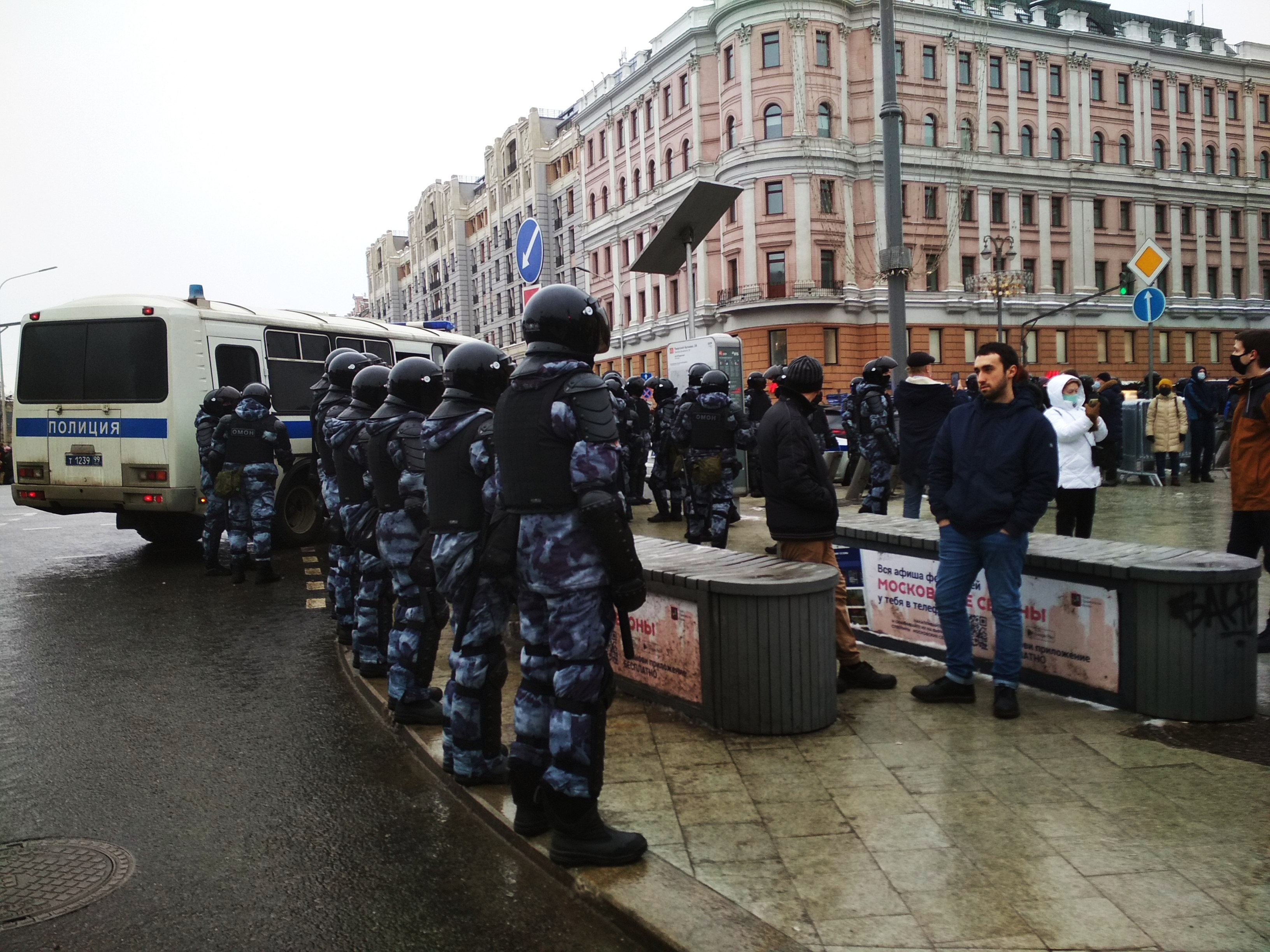
ОМОН на Пушкінській площі в Москві

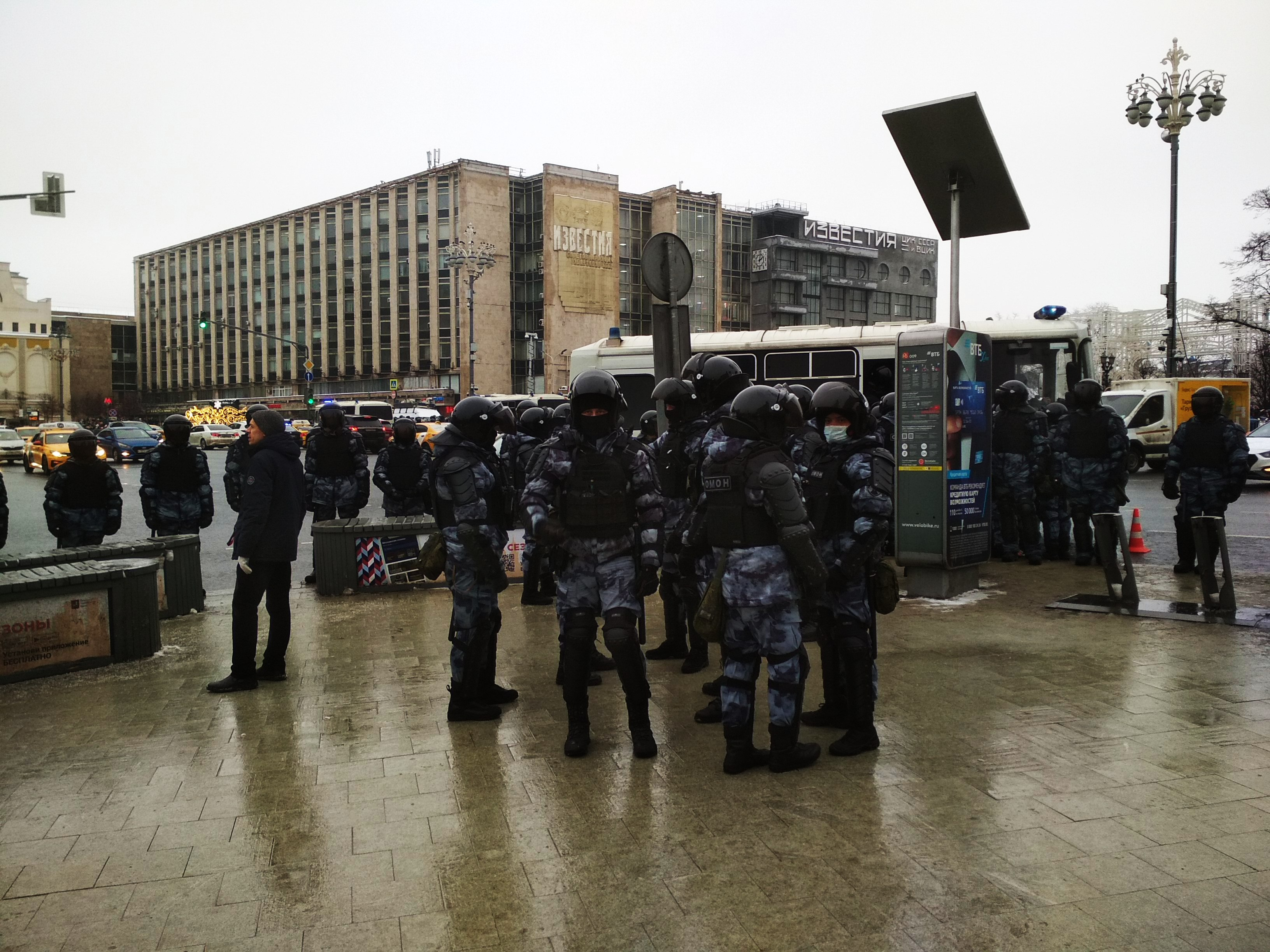
ОМОН на Пушкінській площі в Москві

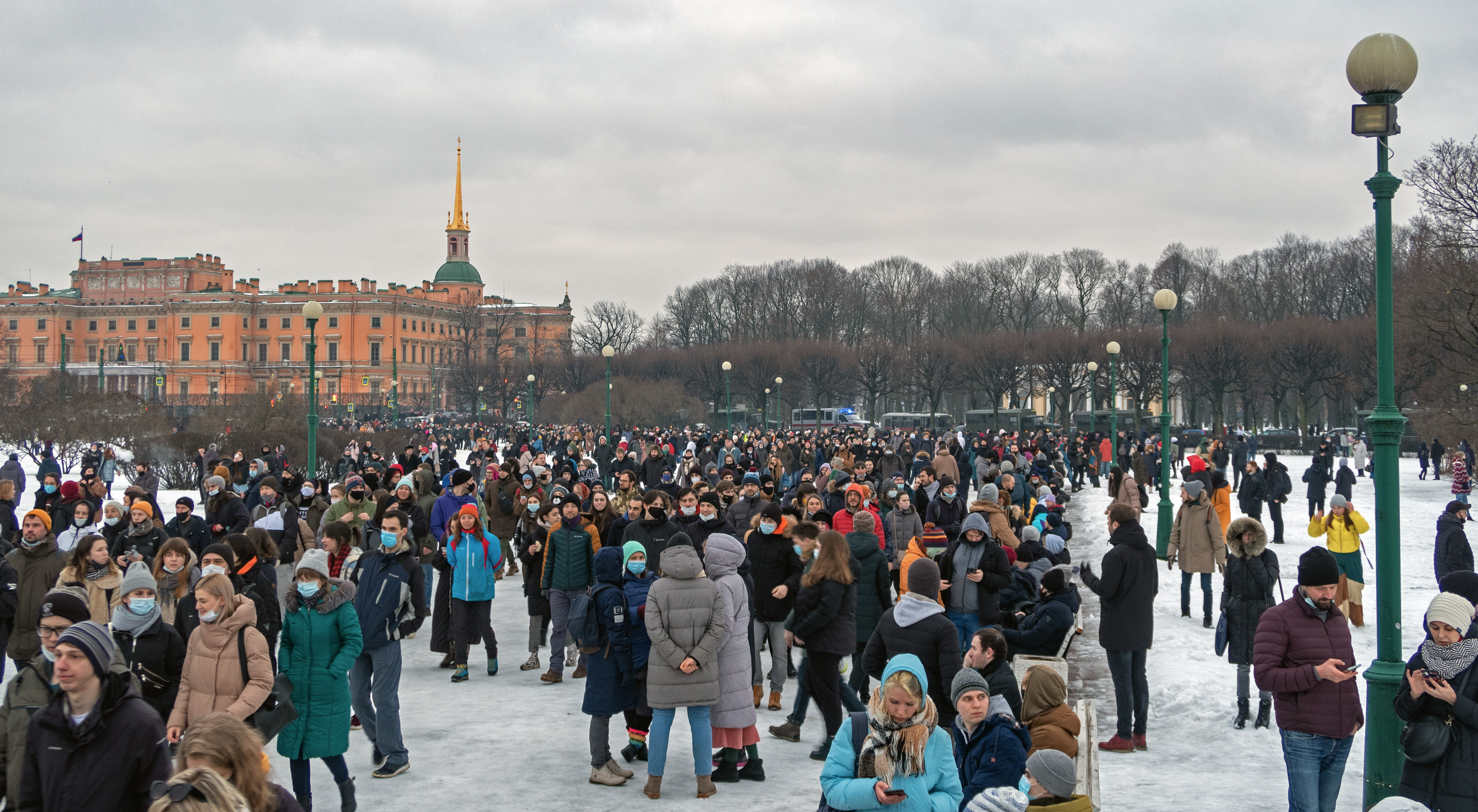
В Санкт-Петербурзі

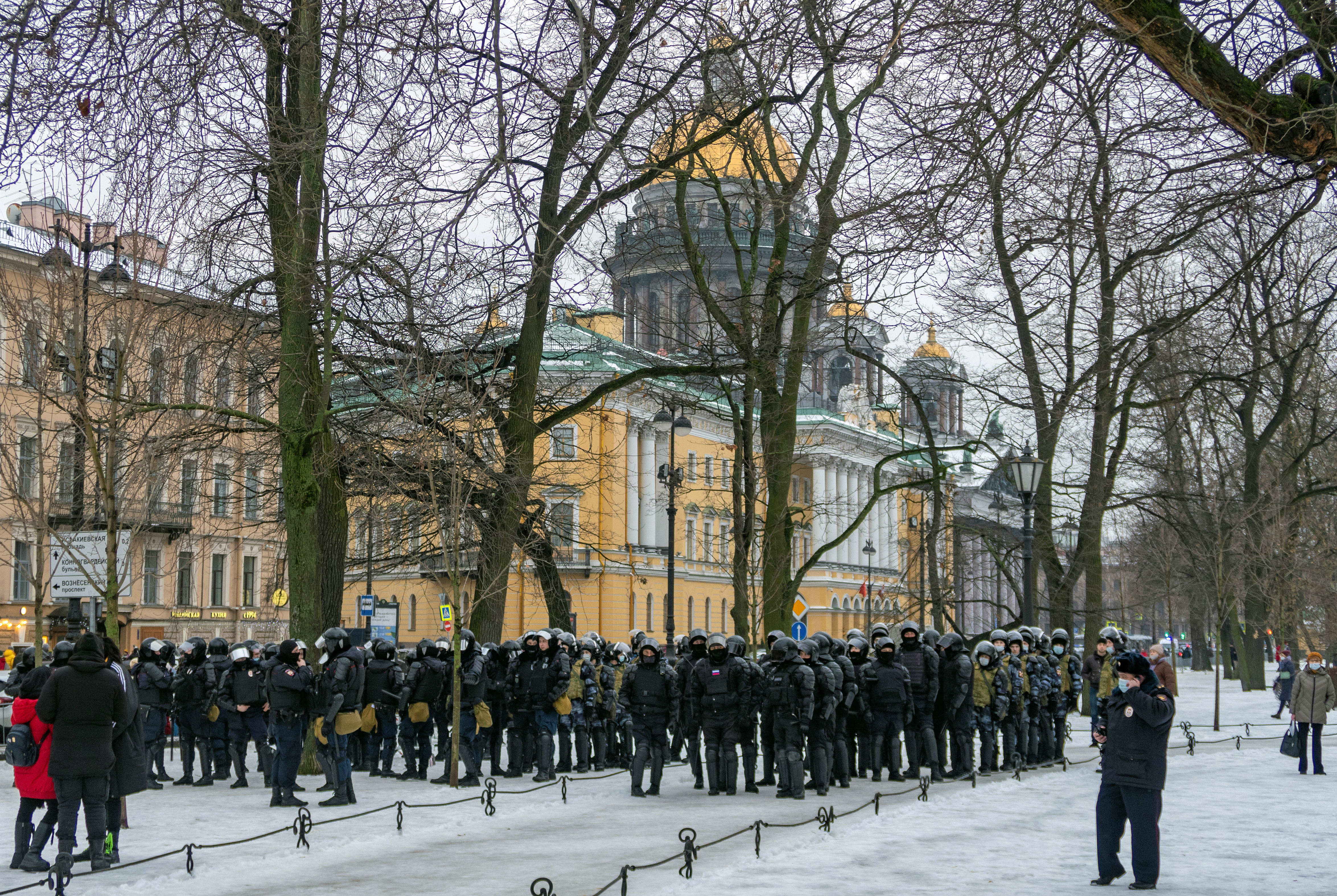
Поліціянти в Санкт-Петербурзі

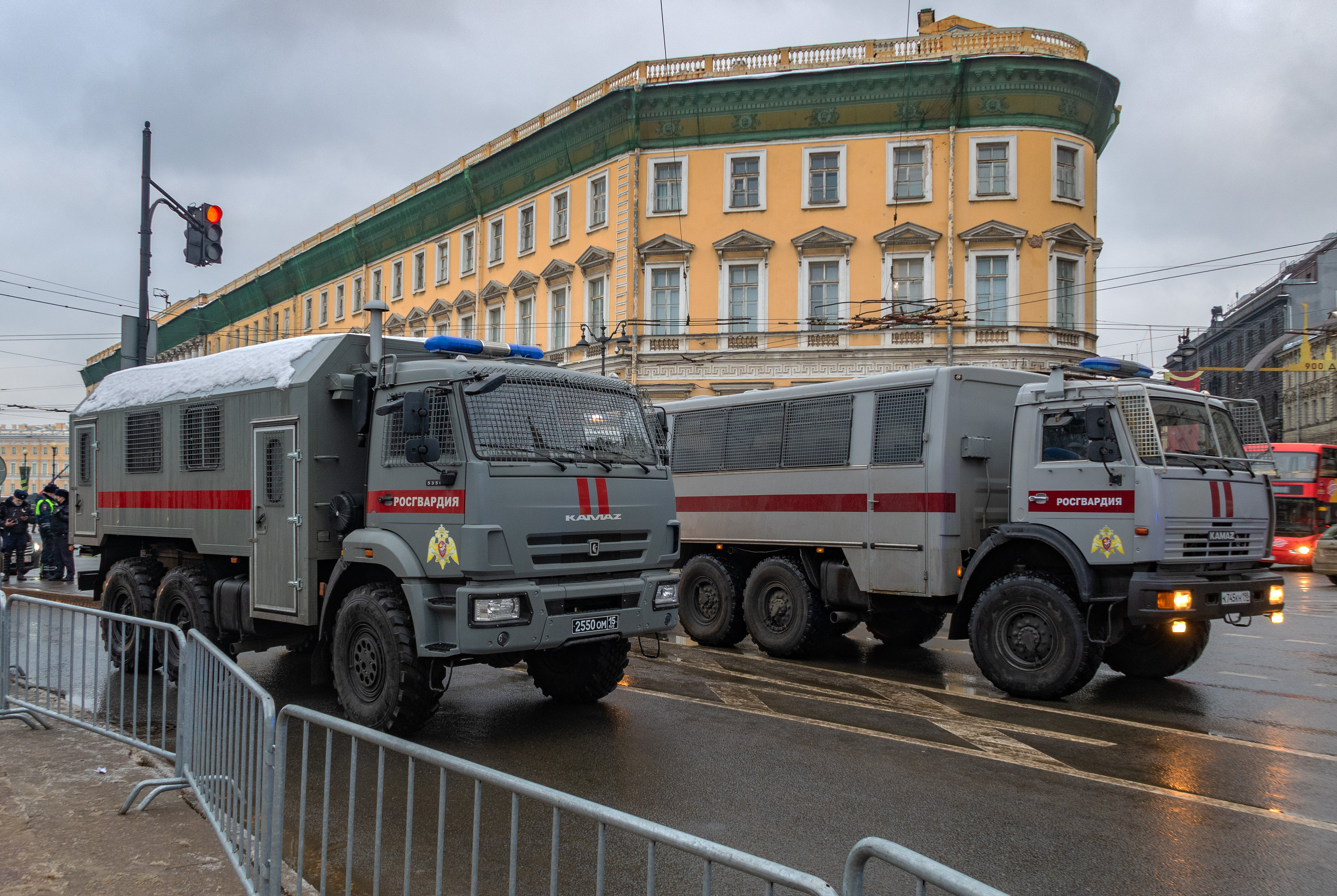
Вантажівки Росгвардії

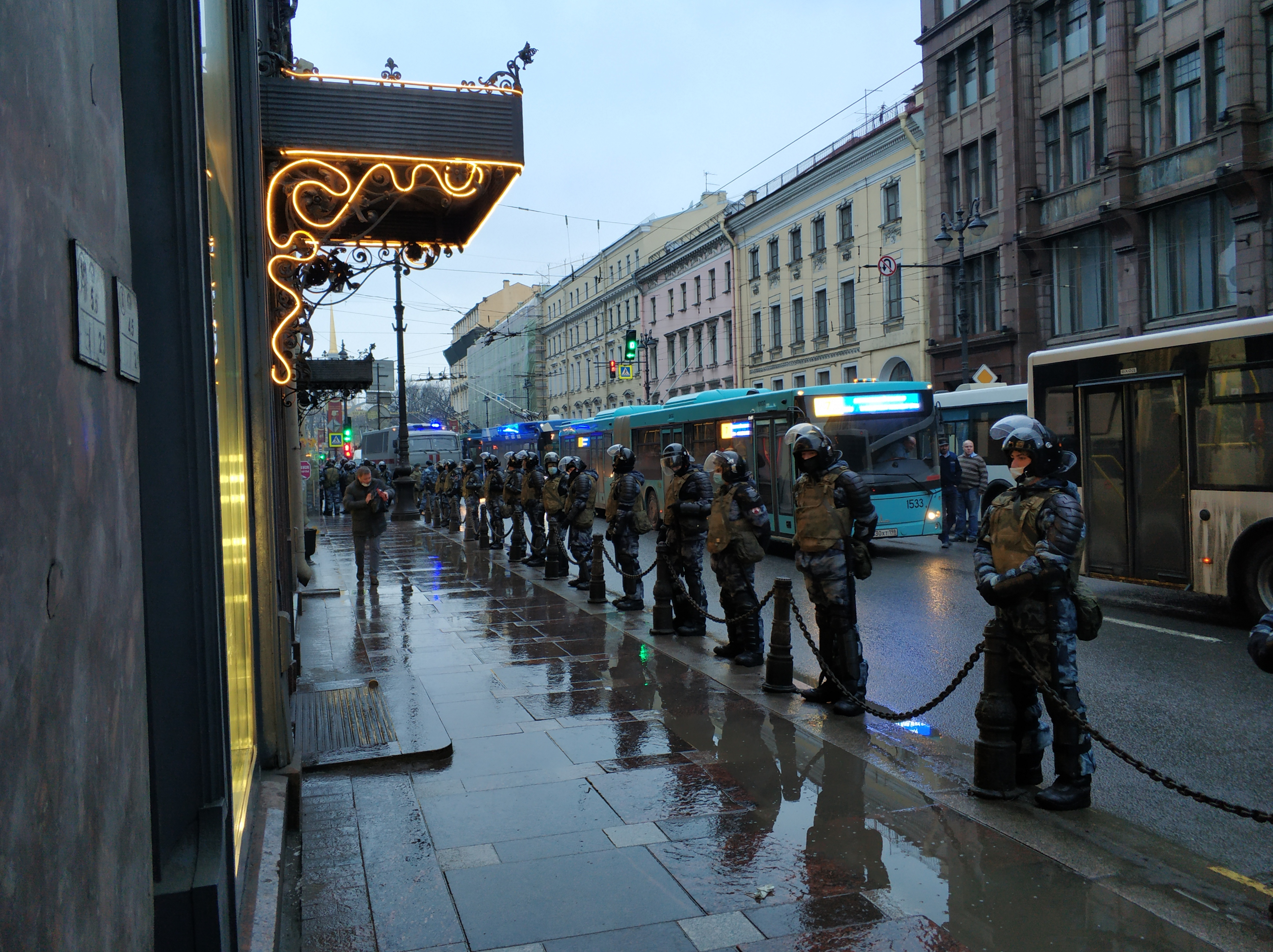
ОМОН

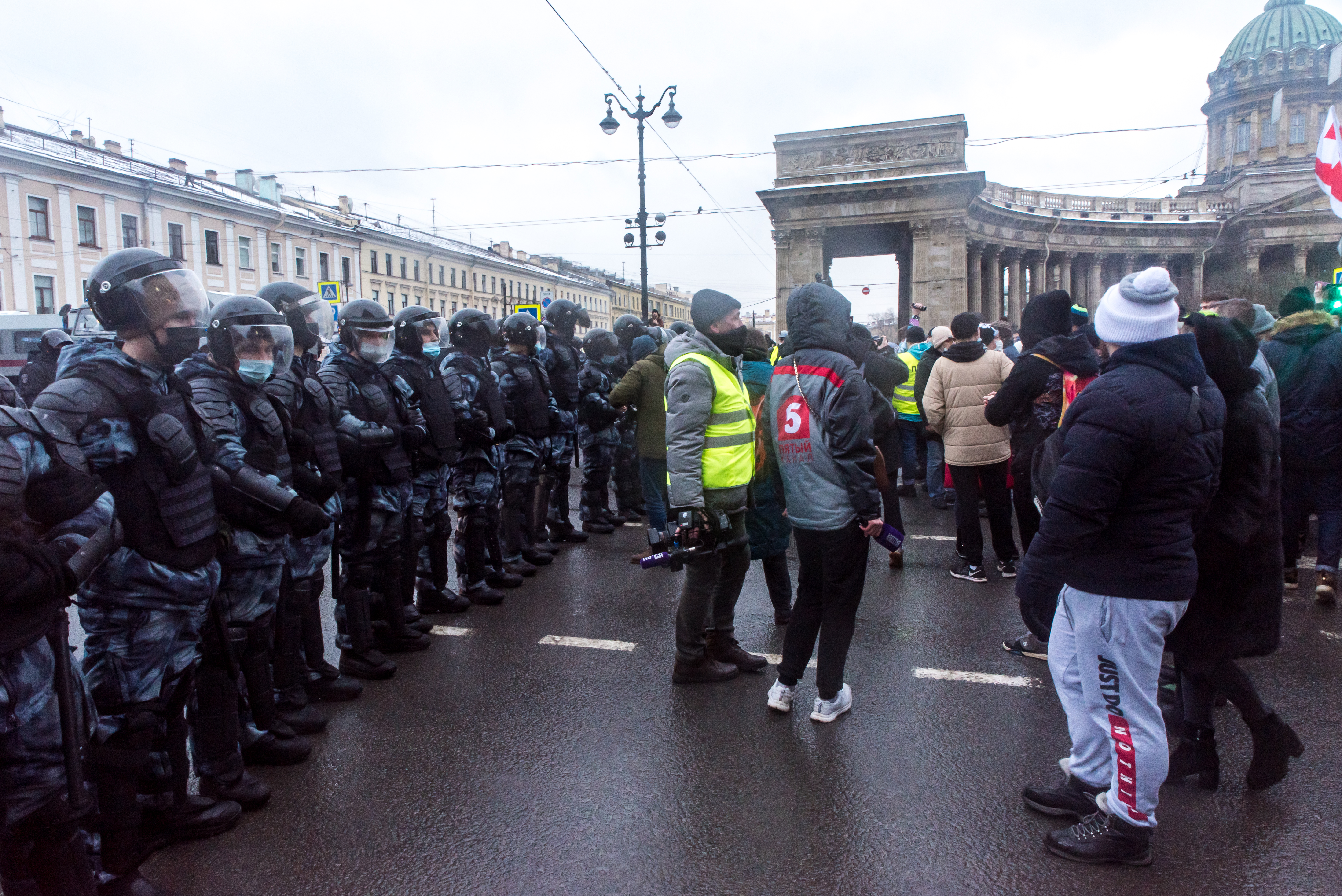
Санкт-Петербург

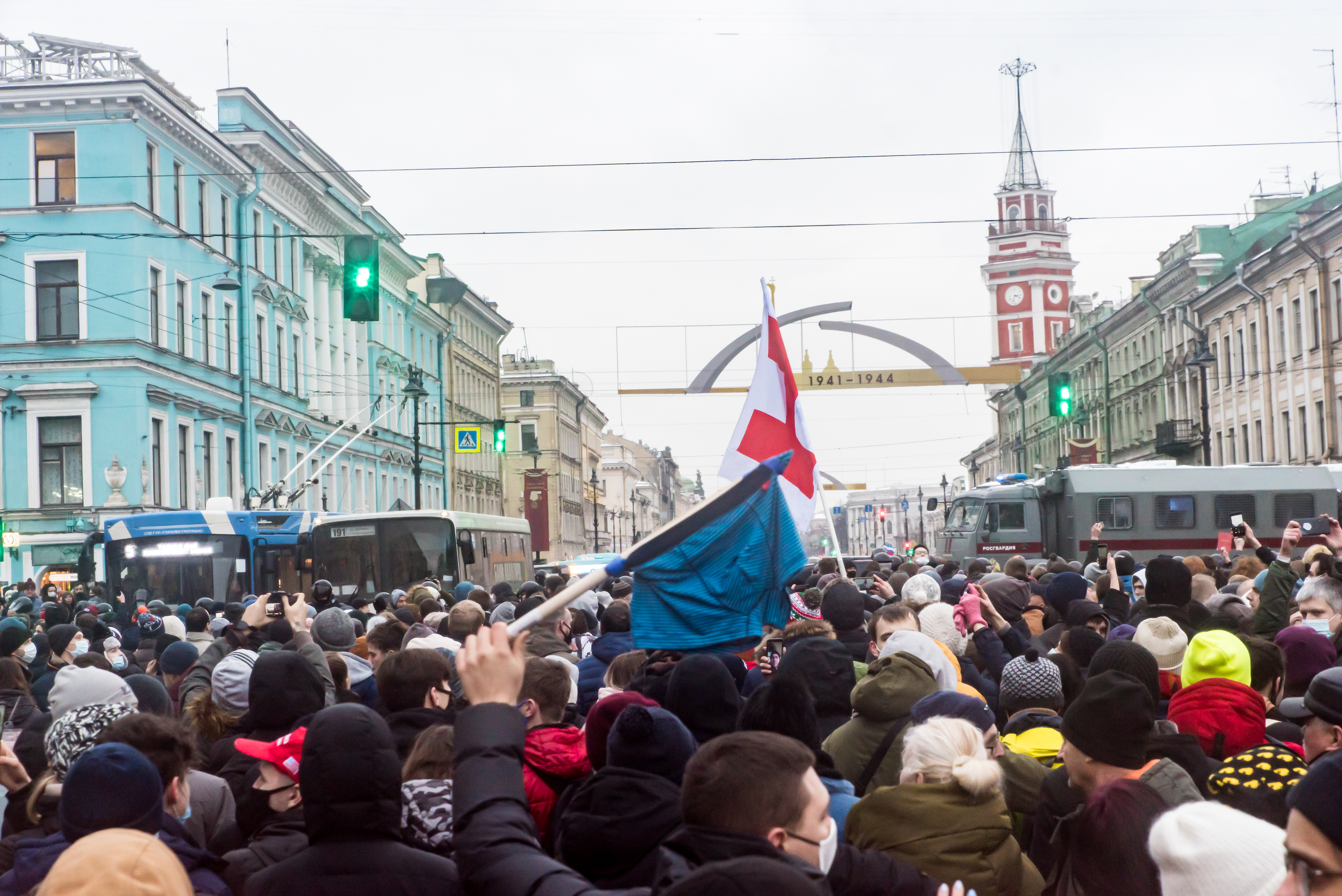
Санкт-Петербург

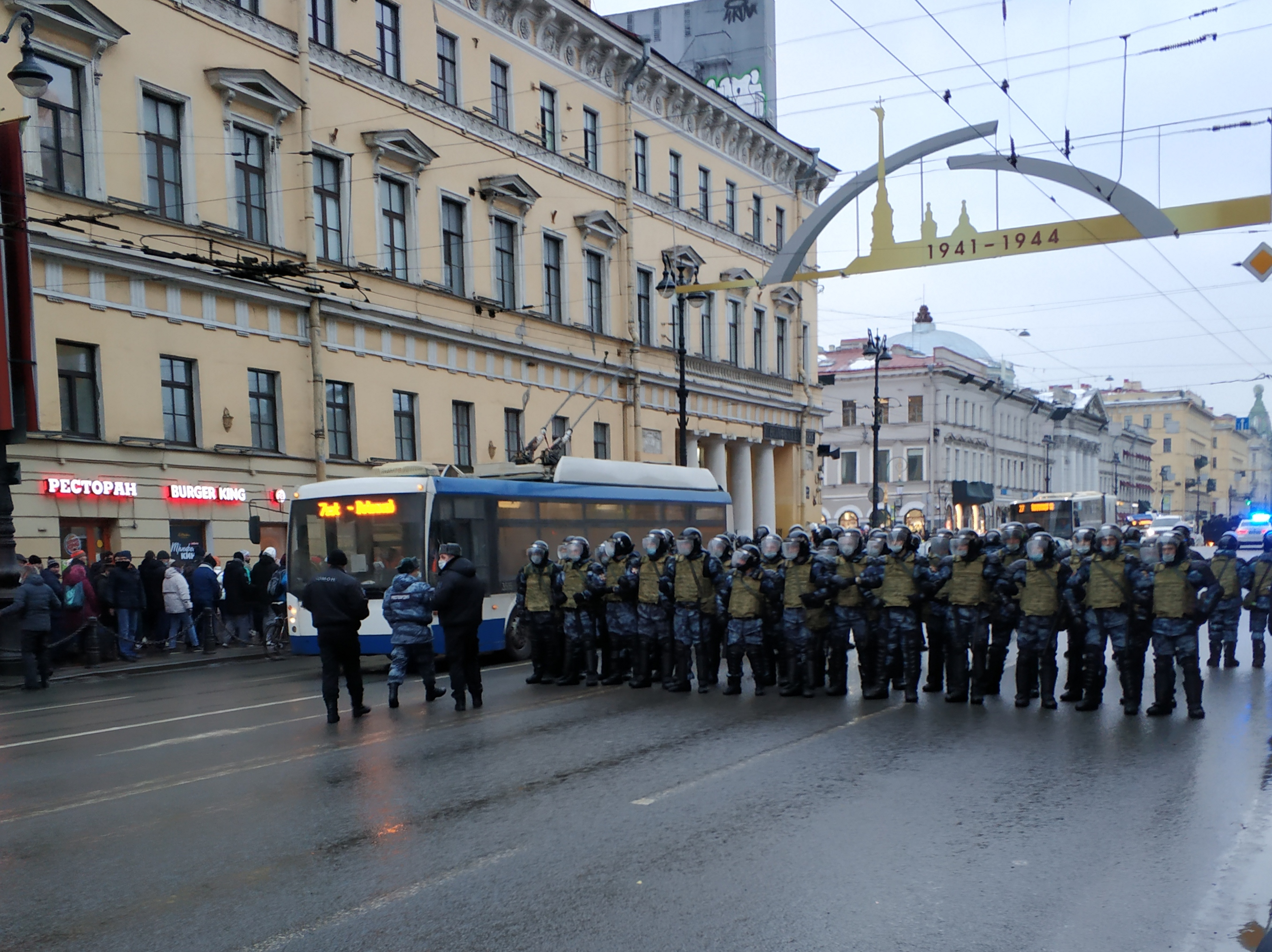
Санкт-Петербург

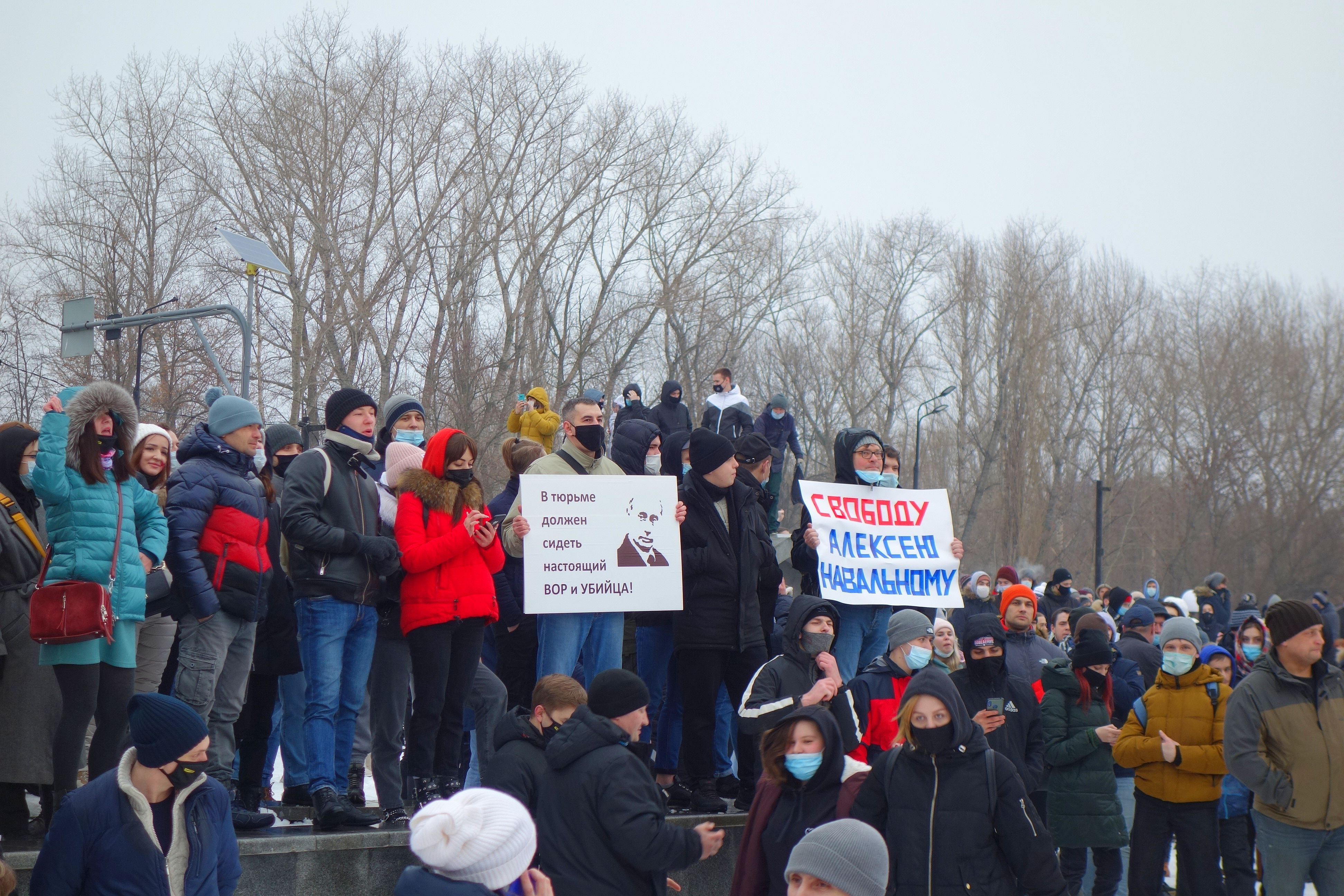
В Липецьку

| Місто                      | Учасників  | Затриманих | Примітки      |
| -------------------------- | ---------- | ---------- | ------------- |
| Абакан                     | -          | 25         |               |
| Алапаєвськ                 | -          | 3          |               |
| Альметьєвськ               | -          | 3          |               |
| Анапа                      | -          | 1          |               |
| Ардон                      | -          | 1          |               |
| Армавір                    | -          | 5          |               |
| Архангельськ               | 100-300    | 5          |               |
| Балаково                   | -          | 3          |               |
| Балашиха                   | -          | 1          |               |
| Барнаул                    | 1000-1500  | 22         |               |
| Бєлгород                   | -          | 7          |               |
| Бєлово                     | -          | 2          |               |
| Бєлорєцьк                  | -          | 1          |               |
| Бійськ                     | -          | 5          |               |
| Благовєщенськ              | -          | 17         |               |
| Бор                        | -          | 1          |               |
| Братськ                    | -          | 3          |               |
| Брянськ                    | -          | 39         |               |
| Великий Новгород           | -          | 13         |               |
| Великі Луки                | -          | 7          |               |
| Владивосток                | 1000-3000  | 35         | [ 39 ] [ 40 ] |
| Владимир                   | -          | 25         |               |
| Волгоград                  | -          | 18         |               |
| Вологда                    | -          | 2          |               |
| Воронеж                    | -          | 92         |               |
| Желєзногорськ              | -          | 7          |               |
| Єкатеринбург               | 3000-7000  | 14         |               |
| Єсентуки                   | -          | 1          |               |
| Іваново                    | 500-600    | 1          |               |
| Іжевськ                    | 1000       | 6          |               |
| Ізбербаш                   | -          | 1          |               |
| Іркутськ                   | 1000       | 6          | [ 39 ]        |
| Йошкар-Ола                 | -          | 17         |               |
| Казань                     | 4000-6000  | 91         |               |
| Калінінград                | -          | 12         |               |
| Калуга                     | -          | 8          |               |
| Карпинськ                  | -          | 1          |               |
| Кемерово                   | -          | 6          |               |
| Кисельовськ                | -          | 1          |               |
| Кімри                      | -          | 1          |               |
| Кіров                      | -          | 2          |               |
| Клин                       | -          | 1          |               |
| Коломна                    | -          | 1          |               |
| Комишлов                   | -          | 1          |               |
| Комсомольськ-на-Амурі      | -          | 24         |               |
| Кострома                   | -          | 14         |               |
| Котлас                     | -          | 1          |               |
| Красноярськ                | 1000-1500  | 38         |               |
| Краснодар                  | 1000       | 30         |               |
| Краснокаменськ             | -          | 1          |               |
| Кузнецьк                   | -          | 1          |               |
| Курган                     | -          | 15         |               |
| Курськ                     | -          | 35         |               |
| Липецьк                    | 1000       | 11         |               |
| Майкоп                     | -          | 1          |               |
| Магнітогорськ              | -          | 1          |               |
| Махачкала                  | -          | 14         |               |
| Міас                       | -          | 1          |               |
| Москва                     | 4000-40000 | 1398       |               |
| Мурманськ                  | -          | -          |               |
| Набережні Челни            | 500-600    | 22         |               |
| Нальчик                    | -          | 2          |               |
| Находка                    | -          | 1          |               |
| Нижньовартовськ            | 30         | 24         |               |
| Нижній Новгород            | 8000       | 90         |               |
| Нижній Тагіл               | 300        | 3          |               |
| Нижня Тура                 | -          | 1          |               |
| Нижньокамськ               | -          | 20         |               |
| Новокузнецьк               | -          | 2          |               |
| Новомосковськ              | -          | 2          |               |
| Новосибірськ               | 2000       | 97         |               |
| Октябрський                | -          | 1          |               |
| Новоросійськ               | -          | 2          |               |
| Омськ                      | -          | 23         |               |
| Орел                       | -          | 1          |               |
| Оренбург                   | -          | 16         |               |
| Пенза                      | -          | 29         |               |
| Перм                       | -          | 2          |               |
| Петрозаводськ              | -          | 10         |               |
| Петропавловськ-Камчатський | 200        | 0          |               |
| Прохладний                 | -          | 1          |               |
| Псков                      | -          | 11         |               |
| Пущино                     | -          | 9          |               |
| П'ятигорськ                | -          | 3          |               |
| Розсош                     | -          | 1          |               |
| Ростов-на-Дону             | 3000       | 9          |               |
| Рибінськ                   | -          | 4          |               |
| Рязань                     | -          | 17         |               |
| Санкт-Петербург            | 5000+      | 523        |               |
| Самара                     | 2000-3000  | 47         |               |
| Саратов                    | 1000-1500  | 4          |               |
| Сєверодвінськ              | 100        | 2          |               |
| Сергієв Посад              | -          | 1          |               |
| Смоленськ                  | -          | 2          |               |
| Солнечногорськ             | -          | 1          |               |
| Сочі                       | 200        | 56         |               |
| Сургут                     | 30         | 2          |               |
| Сизрань                    | -          | 1          |               |
| Сиктивкар                  | 800        | 10         |               |
| Ставрополь                 | -          | 44         |               |
| Старий Оскол               | -          | 1          |               |
| Стерлітамак                | -          | 1          |               |
| Тамбов                     | -          | 3          |               |
| Таруса                     | -          | 1          |               |
| Твер                       | 1500       | 15         |               |
| Тобольськ                  | -          | 3          |               |
| Тольятті                   | -          | 10         |               |
| Томськ                     | 1500       | 6          |               |
| Трьохгорний                | -          | 2          |               |
| Тула                       | 200        | 21         |               |
| Тюмень                     | 1000       | 5          |               |
| Улан-Уде                   | -          | 4          |               |
| Ульяновськ                 | -          | 11         |               |
| Усть-Ілімськ               | -          | 4          |               |
| Уфа                        | 4000       | 32         |               |
| Ухта                       | -          | 1          |               |
| Уяр                        | -          | 1          |               |
| Хабаровськ                 | 1000-1500  | 58         | [ 39 ]        |
| Ханти-Мансійськ            | 20         | 3          |               |
| Холмськ                    | -          | -          |               |
| Чебоксари                  | -          | 29         |               |
| Челябінськ                 | -          | 12         |               |
| Череповець                 | 450        | -          |               |
| Чита                       | ≈ 300      | 3          | [ 39 ]        |
| Шахти                      | -          | 1          |               |
| Южно-Сахалінськ            | 400        | 14         | [ 40 ]        |
| Якутськ                    | ≈ 300      | 30         | [ 39 ]        |
| Ярославль                  | -          | 11         |               |

| Місто       | Учасників | Затриманих | Примітки |
| ----------- | --------- | ---------- | -------- |
| Севастополь | 200       | 8          |          |
| Сімферополь | -         | 12         |          |

25 січня керівник штабів Навального Леонід Волков закликав вийти на протести на своєму акаунті в Twitter закликав вийти на протести 31 січня.
27 січня поліціянти РФ провели 20 обшуків у прихильників та близьких Навального, зокрема у квартирах його дружини Юлії.
31 січня протести продовжилися, цього дня було затримано щонайменше 145 протестувальників. Протести 31 січня були більш масові.[скільки?]
21 квітня протести у багатьох містах Росії відновилися, що раніше було анонсовано Фондом боротьби з корупцією.

## Оцінки

### У Росії
Прес-секретар президента Росії Дмитро Пєсков заявив, що на акції протесту, які відбулись 23 січня, «вийшло мало людей, багато людей голосують за Путіна».
Офіційний представник МЗС Росії Марія Захарова заявила, що посольство США в Москві «опублікувало маршрути протестів в містах Росії та вкинуло інформацію про похід на Кремль».

### За кордоном
Як вважає британський тижневик Economist, те, що команді Навального вдалося попри ‎щільну охорону показати маєток широкому загалу, стало справжнім «приниженням» для Кремля, за ‎яке опозиціонеру, цілком можливо, доведеться дорого заплатити. ‎Останній фільм намагається пробити діру у легітимності ‎Путіна в очах людей. Але і для Кремля ситуація непроста, відправити Навального за ґрати означає ‎перетворити його на постать на кшталт Нельсона Мандели, а вбивство опозиціонера суттєво ‎зашкодило б іміджу Путіна як людини, що відроджує втрачену імперію, вважає видання. ‎Втім, очікувати революції в Росії на цей час, мабуть, не варто, пише Economist, адже, згідно з ‎опитуваннями, лише 23 % росіян вважають, що в їхніх регіонах можуть спалахнути масштабні ‎протести.
Американська газета Washington Post погоджується з тим, що розслідування «перейшло всі червоні лінії ‎Путіна». ‎‎"Їм байдужі протести чи вибори. Вони хочуть, щоб Захід посилив санкції, тому що це дає їм привід ‎наполягати на жорсткій лінії в російській політиці".‎
Країни Великої сімки у спільній заяві висловили занепокоєння затриманням тисяч мирних демонстрантів та журналістів під час мітингів 23 січня та вимагають звільнення Олексія Навального.

## Наслідки
24 січня поліціянти затримали 3,3 тис. учасників протестів, станом на вечір 25 січня кількість затриманих сягнула 3711 осіб (1455 — в Москві, 557 у Санкт-Петербурзі, 122 у Казані, 98 у Новосибірську та 94 у Воронежі).

### Розслідування
25 січня у Петербурзі було порушено кримінальні справи через мітинги за «блокування доріг», аналогічно в Москві було порушено 6 кримінальних справ за чотирма статтями, одна з них — за порушення карантину.

## Нотатки
1. ↑  Включаючи Австрію, Німеччину, Ізраїль, Японію, Нідерланди, Румунію, Велику Британію та тимчасово окуповані території України
2. 1 2  Сімферополь та Севастополь знаходяться на території Криму в Україні, який анексувала та окупувала РФ 2014 року